# جابر مبارک الحمد الصباح
جابر مبارک الحمد الصباح (به عربی: جابر مبارك الحمد الصباح) (زاده ۵ ژانویه ۱۹۴۲  – ۱۴ سپتامبر ۲۰۲۴) یک سیاست‌مدار اهل کویت بود. وی از ۴ دسامبر ۲۰۱۱ تا ۱۹ نوامبر ۲۰۱۹ نخست‌وزیر این کشور بود.
جابر مبارک الحمد الصباح در ۱۴ سپتامبر ۲۰۲۴، در سن ۸۲ سالگی درگذشت.